# Esther Rolle

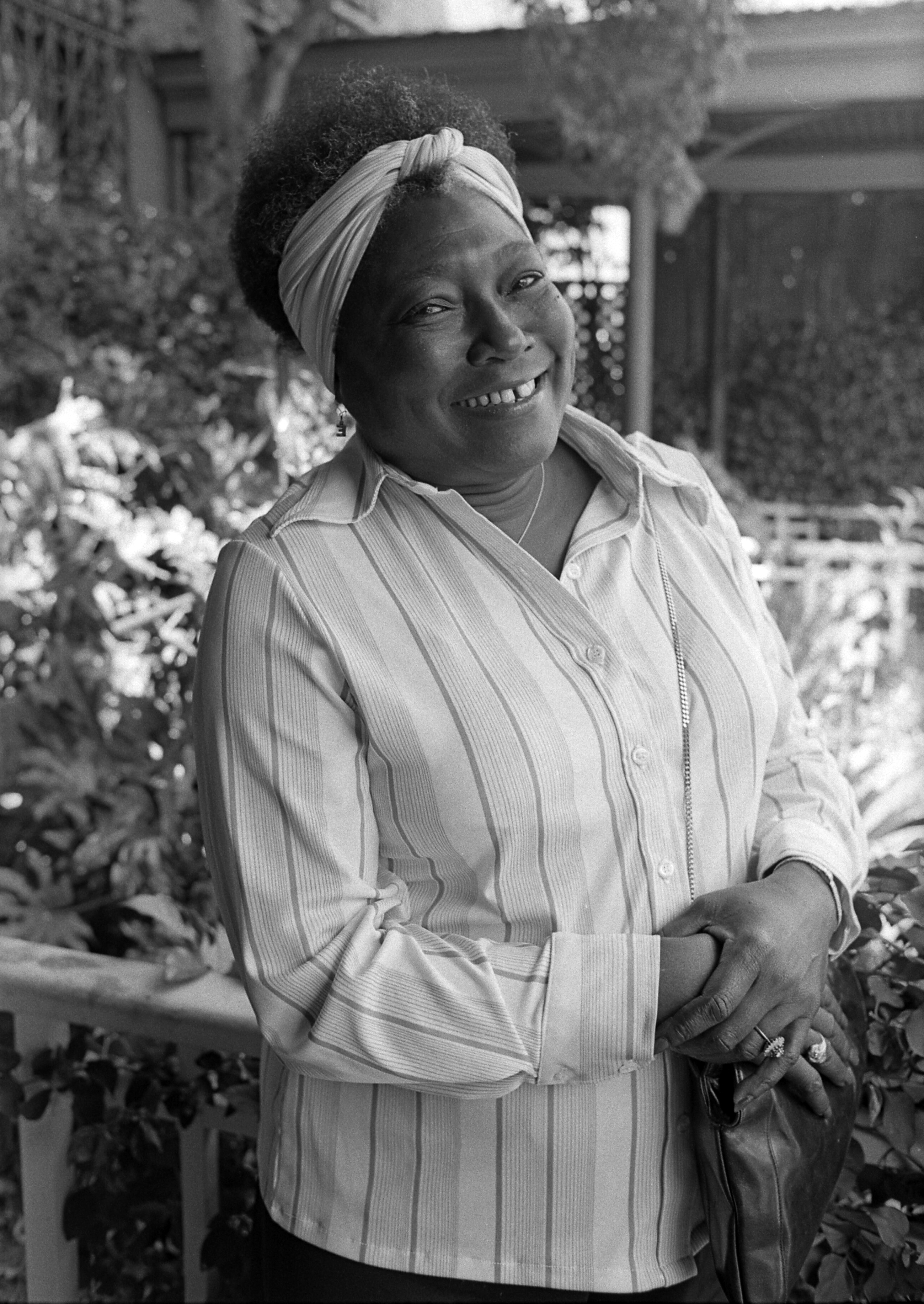
Esther Rolle (1978)

Esther Rolle (* 8. November 1920 in Pompano Beach, Florida; † 17. November 1998 in Culver City, Kalifornien) war eine US-amerikanische Schauspielerin.

## Leben
Esther Rolle war das zehnte von 18 Kindern. Ihre älteren Schwestern Estelle Evans (1906–1985) und Rosanna Carter (1918–2016) wurden ebenfalls Schauspielerinnen. Sie besuchte die Booker T. Washington Highschool in Miami, Florida und machte ihren Abschluss auf der Blanche Ely High School. Zunächst studierte sie auf dem Spelman College in Atlanta, bis sie nach New York City zog. Sie besuchte das Hunter College, The New School for Social Research und die Yale University und war Mitglied der Studentenverbindung Zeta Phi Beta Sorority, Inc. Viele Jahre arbeitete Rolle in einem traditionellen Job in New York Citys Garment District, ehe sie sich der Schauspielerei zuwandte.
1990 erhielt sie als erste Frau den NAACP Chairman's Civil Rights Leadership Award.
Rolle starb im November 1998 im Alter von 78 Jahren an den Folgen von Diabetes.

## Karriere
Tanz:
Rolle war ein Mitglied der Asadata Dafora's Tanzgruppe, Shogolo Oloba (später umbenannt in Federal Theater African Dance Troupe). Sie wurde 1960 Direktorin der Truppe.
Theater:
Ihre ersten Schauspielrollen waren auf der Bühne; ihr New Yorker Bühnendebüt hatte sie 1962 in The Blacks. Rolles prominteste Rolle war in Don’t Play Us Cheap aus dem Jahr 1973 in der Rolle der Miss Maybell.
Film und Fernsehen:
Rolles machte ihr Bildschirmdebüt mit einer kleinen Rolle als Kirchgängerin in Nichts als ein Mensch (Nothing but a Man, 1964). Sie erschien in Gordon Parks Haß (The Learning Tree, 1969). Darüber hinaus trat sie in einer Reihe von Kino- und Fernsehfilmen auf, darunter ihre Auftritte als gutherzige Haushälterin in Miss Daisy und ihr Chauffeur sowie als Köchin des Weißen Hauses in Ein Präsident für alle Fälle. Eine denkwürdige Rolle war die der Tante Sarah in Rosewood Burning von 1997. Bekannt wurde sie in den USA aber vor allem in den 1970er-Jahren durch die Rolle der Florida Evans in zwei Fernsehserien: In den ersten beiden Staffeln der Sitcom Maude war diese Figur als witzige Haushälterin von Beatrice Arthurs Hauptcharakter zu sehen. Die Figur der Florida Evans war so beliebt, dass diese Figur mit Good Times schließlich eine eigene Serie erhielt, in der sie und ihre Familie im Zentrum standen. Für Good Times, das sechs Staffeln bis 1979 lief, wurde Rolle im Jahr 1975 mit einem Golden Globe als Beste Hauptdarstellerin in der Kategorie Musical/Komödie nominiert.
Musik:
1975 brachte Rolle ein Album mit dem Titel The Garden of My Mind heraus.

## Filmografie
- 1964: Nichts als ein Mensch (Nothing But a Man)
- 1969: Haß (The Learning Tree)
- 1971: The Bold Ones: The Senator (Fernsehserie, eine Folge)
- 1971: Liebe, Lüge, Leidenschaft (One Life to Live, Fernsehserie, eine Folge)
- 1972–1974: Maude (Fernsehserie)
- 1974–1979: Good Times (Fernsehserie)
- 1973: Don’t Play Us Cheap
- 1973: Ein Fall für Cleopatra Jones (Cleopatra Jones)
- 1978: Mein deutscher Soldat (Summer of My German Soldier, Fernsehfilm)
- 1979: Der unglaubliche Hulk (The Incredible Hulk, Fernsehserie, eine Folge)
- 1982: Flamingo Road (Fernsehserie, 3 Folgen)
- 1982: The New Odd Couple (Fernsehserie, eine Folge)
- 1983: Fantasy Island (Fernsehserie, eine Folge)
- 1983;1985: Love Boat (The Love Boat, Fernsehserie, 2 Folgen)
- 1985: Mord ist ihr Hobby (Murder, She Wrote, Fernsehserie, eine Folge)
- 1989: American Playhouse
- 1989: Big Bad Man (The Mighty Quinn)
- 1989: Miss Daisy und ihr Chauffeur (Driving Miss Daisy)
- 1993: Das Kartenhaus (House of Cards)
- 1994: Scarlett
- 1995: Ein amerikanischer Quilt (How to Make an American Quilt)
- 1996: Ein Präsident für alle Fälle (My Fellow Americans)
- 1997: Rosewood Burning (Rosewood)
- 1997: Ein Hauch von Himmel (Touched By An Angel, Fernsehserie, eine Folge)
- 1998: Poltergeist – Die unheimliche Macht (Poltergeist: The Legacy, Fernsehserie, eine Folge)
- 1998: Down in the Delta
- 2000: Train Ride